# 南島原市立深江中学校
南島原市立深江中学校（みなみしまばらしりつ ふかえちゅうがっこう）は、長崎県南島原市深江町丁に本校を置く公立中学校。

## 概要
歴史
1947年（昭和22年）の学制改革の際に新制中学校として開校。2012年（平成24年）に創立65周年を迎えた。
校章
校歌
1955年（昭和30年）に制定。作詞は宮崎康平、作曲は寺崎亮平による。歌詞は2番まであり、両番に校名の「深江」が登場する。
校区
南島原市深江地区全域。小学校区は南島原市立深江小学校、南島原市立小林小学校、南島原市立大野木場小学校。

## 沿革
- 1947年（昭和22年）4月1日 - 学制改革（六・三制の実施）が行われる。
  - 深江国民学校の初等科が改組され、「深江村立深江小学校」となる。
  - 深江国民学校の高等科は青年学校の普通科とともに改組され、新制中学校「深江村立深江中学校」となる。
    - 校舎が完成するまでの間、深江小学校の西校舎7教室を借用。
- 1948年（昭和23年）8月 - 第一校舎が完成。
- 1950年（昭和25年）
  - 5月 - 第二校舎が完成。
  - 9月 - 電話が設置される。
- 1951年（昭和26年）5月 - 第三校舎が完成。
- 1954年（昭和29年）12月 - 水道が整備される。
- 1955年（昭和30年）9月 - 校歌を制定。
- 1956年（昭和31年）4月 - 校章を制定。
- 1957年（昭和32年）3月 - 校訓を制定。
- 1962年（昭和37年）
  - 1月 - 第四校舎が完成。
  - 5月3日 - 深江町の発足により、「深江町立深江中学校」に改称。
- 1964年（昭和39年）3月 - 技術教室が完成。
- 1965年（昭和40年）3月 - 鉄筋コンクリート造2階建て校舎が完成。
- 1969年（昭和44年）3月 - 小中共用の体育館が完成。
- 1991年（平成3年）
  - 6月 - 雲仙普賢岳の噴火。
  - 8月 - 深江小学校（本校および諏訪分校）・中学校が仮設校舎での授業を開始[2]。
- 1992年（平成4年）10月 - 仮設校舎での授業を終了し、校舎に復帰[2]。
- 2006年（平成18年）3月31日 - 南島原市の発足に伴い、「南島原市立深江中学校」（現校名）に改称。

## 交通
最寄りのバス停は、島鉄バス加津佐・有家・島原駅線などの「宮ノ前」バス停である。
最寄りの国道として、国道251号（島原街道）が通過している。
なお、かつては最寄りの鉄道駅として島原鉄道線の深江駅があったが、2008年（平成20年）3月末をもって廃止された。

## 周辺
本校
- 南島原市立深江埋蔵文化財管理室
- 南島原市立深江小学校
- 南島原市立深江体育館
- 諏訪神社
- 南島原市役所 深江庁舎（旧・深江町役場）
- 南島原市立深江図書館
- 南島原市立深江衛生センター
- 長崎県警察 南島原警察署 深江警察官駐在所
- 十八親和銀行深江支店

## 参考資料
- 「深江町郷土誌」（1971年（昭和46年）10月1日発行, 深江町郷土誌編纂委員会）p.456 -
- 「長崎新聞に見る長崎県戦後50年史（1945～1995）」（1995年（平成7年）8月9日発行, 長崎新聞社）「深江町」